# (3596) Мерион
(3596) Мерион (др.-греч. Μηριόνης) — типичный троянский астероид Юпитера, движущийся в точке Лагранжа L4, в 60° впереди планеты. Астероид был открыт 14 ноября 1985 года датскими астрономами Поулем Йенсеном и Карлом Аугюстесеном в обсерватории Брорфельде и назван в честь Мериона, участника Трояснской войны.

Орбита астероида Мерион и его положение в Солнечной системе
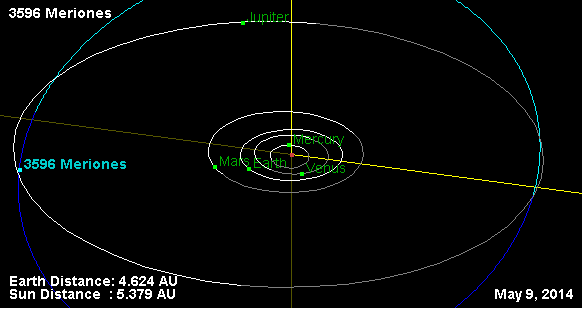
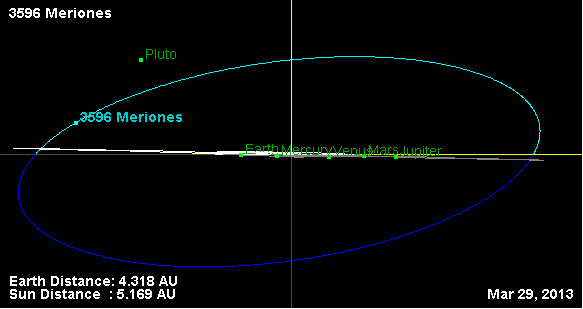